# Éric Guimbeau
Éric Guimbeau, de son nom complet Éric Joseph Raoul Guimbeau, né le 23 octobre 1960 à Curepipe et mort le 5 mars 2024, est un homme politique et homme d'affaires mauricien, président de la Fondation Eric Guimbeau, président directeur général au sein du groupe Saint-Aubin Ltée et à la tête d'une fortune estimée à plus de 150 millions d'euros.
Fondateur du Mouvement mauricien social-démocrate, il est membre du Parlement de la république de Maurice, élu à Curepipe de 2000 à 2004, de 2005 à 2010 et de 2010 à 2014.

## Parcours politique

### Premiers pas en politique
Approché en 1996 par le député travailliste Clarel Malherbe, Éric Guimbeau se voit proposer un « ticket » sous la bannière du parti travailliste, mais il échoue dans la circonscription Curepipe/Midlands et s'éloigne rapidement d'un parti qui ne reçoit pas « son offre de restructurer le parti dans la circonscription ».
Un an plus tard, il est sollicité par le député mauve Motee Ramdass de la même circonscription. Il devient membre du Mouvement militant mauricien fondé par Paul Bérenger et est élu une première fois à l'occasion de la coalition victorieuse MMM/MSM en 2000, à l'issue de laquelle Anerood Jugnauth du mouvement socialiste mauricien accède au poste de Premier ministre. Il ravit ainsi la députation à Malherbe, plusieurs fois ministre. 
Il démissionne du MMM, présidé par Ahmad Jeewah, à la suite de ce qui serait un désaccord avec la nomination de son colistier, Sunil Dowarkasing, ainsi que pour des « raisons personnelles ».
Il est de nouveau élu en 2005, cette fois-ci en tant que membre du Parti mauricien social démocrate dirigé par Maurice Allet. Son adhésion est acceptée à l'unanimité des voix et il déclare à cette occasion que « traditionnellement, [sa] famille a toujours été proche du PMSD ».
À la suite de son élection par le bureau politique le 29 août 2005, il occupe les fonctions de deputy leader du PMSD jusqu'en 2009. Il quitte le Parti mauricien social démocrate dans le contexte de la réunification des anciens membres du PMSD divisés entre le parti et sa scission, le PMXD de Xavier-Luc Duval depuis 2000. Il affirme à cette occasion qu'il « [s'insurge] contre la façon dont les choses se sont faites. Il n’y a eu aucune discussion préalable. Maurice Allet a vu une porte ouverte et il s’y est engouffré. Il a fait tout ça derrière mon dos, dans son intérêt personnel. J’ai été obligé de partir, d’autant plus que je ne veux pas retourner dans l’Alliance sociale. » 

## En tant que chef de file du Mouvement mauricien social-démocrate

### Élu en tant que député de l'opposition (2010–2014)
Il fonde en 2009 son propre parti, le Mouvement mauricien social démocrate (MMSD). Il siège comme indépendant à l'Assemblée nationale jusqu'en 2010. 
À la suite de la participation du MMSD à l'Alliance du cœur (MMM/UN/MMSD), le MMSD perd les élections générales de 2010, mais fait entrer Éric Guimbeau comme député de l'opposition avec 56,92 % des voix dans la 17e circonscription (Curepipe/Midlands). 
À cette occasion, il devient membre du Public Accounts Committee le 22 juin 2010. 

### Période consécutive à la victoire de l'alliance Lepep (2014–2019)
Élu depuis 2000 dans son fief électoral de la 17e circonscription, le MMSD ne contracte aucune alliance en vue des élections législatives du 10 décembre 2014 et présente seul vingt candidats dans les circonscriptions du pays. 
Il est battu dans son fief de Curepipe/Midlands en 2014 par le PMSD (Alliance Lepep) en la personne d'Adrien Charles Duval (en), fils de Xavier-Luc Duval et petit-fils de Charles Gaëtan Duval. Il récolte 22,7 % des voix et se classe septième.
Le mercredi 9 octobre 2019, il annonce qu’il sera candidat à la députation de la 17e circonscription (Curepipe/Midlands) sous les couleurs du MMSD. Il annonce une restructuration du parti et est de fait le seul candidat investi par le MMSD, dans la circonscription Curepipe/Midlands. À la suite d'une campagne axée sur « l'intégrité, l'honnêteté et la proximité », Éric Guimbeau récolte 10,39 % des voix, soit le plus mauvais score du MMSD depuis sa création en 2009. Khushal Lobine, député du PMSD (Alliance Nationale), considère qu'Éric Guimbeau a contribué, avec d'autres candidats dits « indépendants », à la défaite d'Adrien Charles Duval dans la 17e circonscription.

## Résultats électoraux
| Année | Parti politique                      | Alliance                       | Circonscription | Pourcentage | Élu | Investiture            |
| ----- | ------------------------------------ | ------------------------------ | --------------- | ----------- | --- | ---------------------- |
| 2000  | Mouvement militant mauricien         | Medpoint Deal (MMM/MSM)        | 17              | 59,70 %     | Oui | Député de la majorité  |
| 2005  | Parti mauricien social démocrate     | PMSD/MSM/MMM                   | 17              | 55,75 %     | Oui | Député de l'opposition |
| 2010  | Mouvement mauricien social démocrate | Alliance du cœur (MMM/UN/MMSD) | 17              | 56,92 %     | Oui | Député de l'opposition |
| 2014  | Mouvement mauricien social démocrate |                                | 17              | 22,70 %     | Non |                        |
| 2019  | Mouvement mauricien social démocrate |                                | 17              | 10,39 %     | Non |                        |

## Directeur général du groupe Saint-Aubin Ltée
Héritière de « Gustave Guimbeau, armateur français qui s’est installé à Maurice et a fait fortune dans le sucre », sa famille est actionnaire majoritaire du groupe Saint-Aubin qui regroupe trois domaines : le domaine des Aubineaux, le domaine de Bois Chéri et le domaine de Saint-Aubin, étapes de la route du Thé de Curepipe à Souillac. Le poète mauricien Malcolm de Chazal a par ailleurs travaillé sur le domaine de Saint-Aubin dans l'entre-deux-guerres. 
PDG du groupe Saint-Aubin, Éric Guimbeau se voit confronté à la faillite financière du groupe à la suite d'un endettement excessif , malgré une tentative de diversification dans les secteurs agricole, touristique et commercial, notamment avec la commercialisation du rhum de Saint-Aubin depuis 2003. 
La bataille juridique est enclenchée dès 2016, l'endettement total du groupe s'élevant à 870 millions de roupies. Le 20 septembre 2019, l'entreprise est mise sous séquestre, ayant échoué à éponger ses dettes auprès de la Mauritius Commercial Bank. 
Les 1 500 employés du groupe demeurant dans l'incertitude, Éric Guimbeau doit faire face aux représentants des métayers de l'usine de thé de Bois Chéri après une manifestation organisée le 21 janvier 2020. Il affirme dans la foulée avoir connu « des périodes de mauvais temps. Nous avons déjà commencé les paiements et nous continuerons dans les jours qui suivent. »